# Busongeval in Sierre
Het busongeval in Sierre was een dodelijk verkeersongeluk in het Zwitserse Sierre op dinsdag 13 maart 2012 rond 21.15 uur, waarbij in de Sierretunnel een Belgische bus met schoolkinderen en begeleiders aan boord, frontaal botste op een betonnen muur van een veiligheidsnis. De tunnel maakt deel uit van de Zwitserse snelweg A9. Bij het ongeval vielen 28 doden: 22 kinderen, de twee chauffeurs en vier begeleiders van de scholen. 24 kinderen raakten gewond. Het was het zwaarste verkeersongeval in Zwitserland in 30 jaar. Er bestaat onduidelijkheid over de precieze oorzaak van dit drama.

## Ongeluk

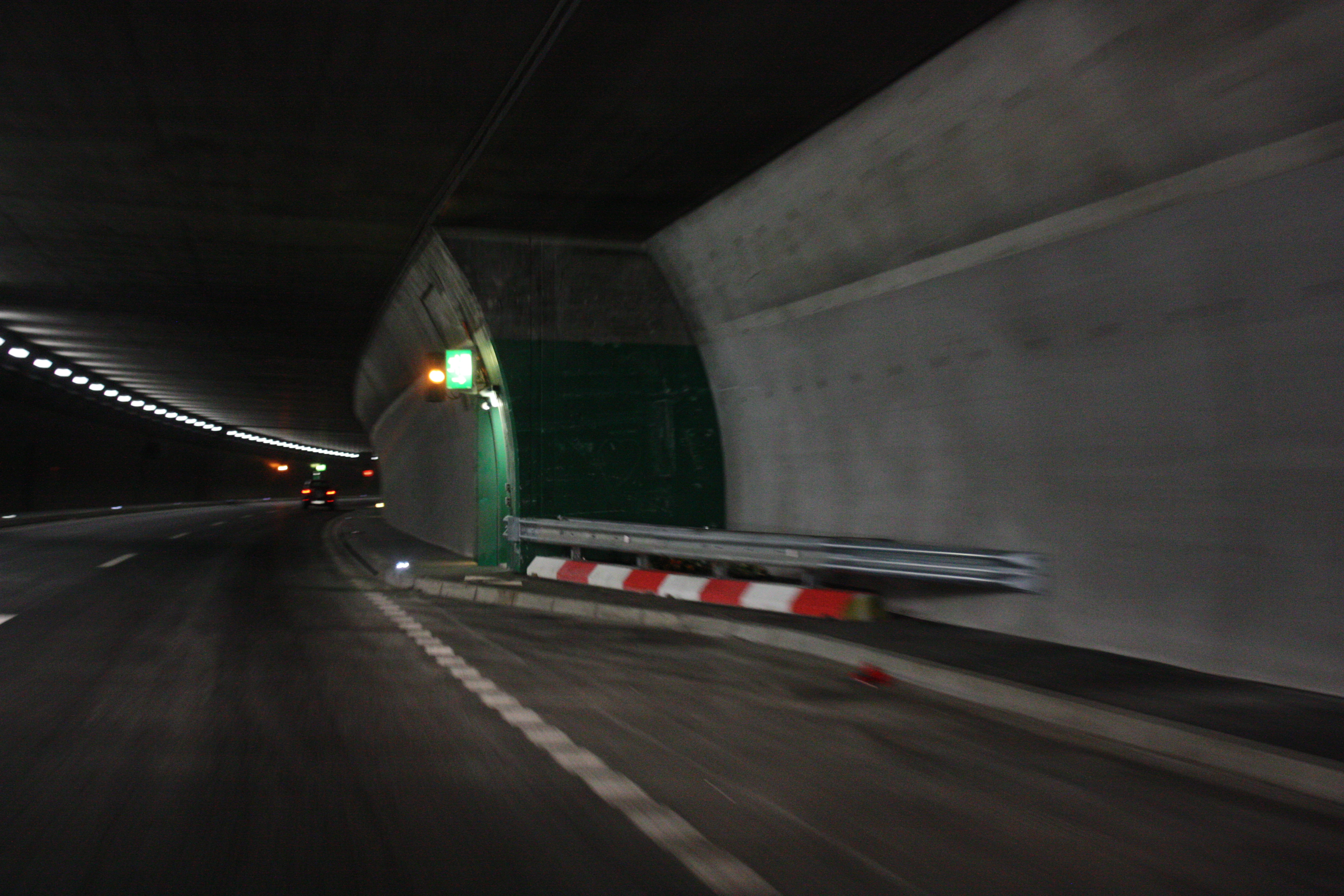
De muur in de Sierretunnel waar het ongeval plaatsvond. De vangrails zijn na het ongeluk geplaatst.

De kinderen waren met hun basisscholen 't Stekske uit Lommel-Kolonie, in Lommel, en de Sint-Lambertusschool uit de Leuvense deelgemeente Heverlee op terugweg samen met nog twee andere scholen uit Beersel en Haasrode van sneeuwklassen in Saint-Luc, in de Zwitserse gemeente Anniviers. In de tunnel raakte de derde bus de rechterkant van de tunnel, week van zijn rijvak af en kwam vervolgens frontaal tegen de muur van een noodstrook aan de rechterkant terecht. Er was geen ander voertuig bij dit ongeval betrokken. Na een Europese controle in 2005 werd de tunnel, die dateerde uit 1999, nog als veilig beschouwd. Ondanks dat de tunnel aan alle veiligheidsnormen voldeed, uitten sommige experts toch kritiek, over onder andere het ontwerp van de noodnissen en het ontbreken van vangrails in de tunnel. Na het ongeluk werden er vangrails geplaatst in de noodnissen.

## Passagiers
| Land                        | Aantal | Gewonden | Overleden |
| --------------------------- | ------ | -------- | --------- |
| België                      | 38     | 18       | 20        |
| Nederland                   | 10     | 4        | 6         |
| België/ Nederland           | 1      | 0        | 1         |
| België/ Verenigd Koninkrijk | 1      | 0        | 1         |
| Duitsland                   | 1      | 1        | 0         |
| Polen                       | 1      | 1        | 0         |
| Totaal                      | 52     | 24       | 28        |

Onder de slachtoffers waren er elf meisjes van 11, 12 en 13 jaar en elf jongens van 11 en 12 jaar. De zes volwassen slachtoffers waren 71, 54, 52, 41, 38 en 35 jaar oud. De meeste gewonden hadden gebroken ledematen.

## Hulpverlening
Bij de hulpverlening werden 60 brandweerlieden, 15 dokters, drie psychologen, 100 reddingswerkers, twaalf ambulances, acht helikopters en drie takelwagens ingezet. De slachtoffers werden overgebracht naar de ziekenhuizen van Sierre, Martigny, Sion en Visp (Frans: Viège) in het kanton Wallis en de universitaire ziekenhuizen in Lausanne en Bern.

## Nabestaanden
De familieleden en nabestaanden en de burgemeester van Lommel Peter Vanvelthoven (sp.a) vertrokken de dag na het ongeval, 14 maart 2012, vanop de Militaire luchtmachtbasis van Melsbroek met een vliegtuig geregeld door het Belgische Ministerie van Defensie richting Zwitserland. Ze werden voor hun vertrek begroet door koning Albert II en koningin Paola. Later op de dag trokken ook premier Elio Di Rupo (PS), de ministers Pieter De Crem (minister van Defensie; CD&V) en Steven Vanackere (vicepremier en minister van Financiën; CD&V) en Vlaams minister-president Kris Peeters (CD&V) met een regeringstoestel naar Genève, in Zwitserland om vervolgens door te reizen naar Sion, waar ze een ontmoeting hadden met onder meer Eveline Widmer-Schlumpf (BDP), de Zwitserse Bondspresidente, en de naasten van de slachtoffers. De familieleden werden in de mogelijkheid gesteld de plaats van het ongeval te bezoeken. Nadat alle omgekomen slachtoffers definitief waren geïdentificeerd, keerden hun familieleden op 15 maart 2012 terug naar België. Premier Di Rupo sprak bij zijn thuiskomst op Melsbroek over "een onmenselijke dag".

## Vervoer naar België
Zes lichtgewonde kinderen konden met hun ouders reeds op 15 maart 2012 naar huis. Op 16 maart 2012 werden nog vijftien kinderen met verschillende medische vliegtuigen gerepatrieerd. Ze werden overgebracht naar het Leuvense ziekenhuis Gasthuisberg, in afwachting van hun overbrenging naar lokale ziekenhuizen. Een dag later mochten drie van deze vijftien kinderen naar huis. Op 22 maart keerden ook de drie zwaargewonde meisjes terug naar België, waar zij eveneens ter verdere verzorging werden opgenomen in Gasthuisberg.
De lichamen van de omgekomen slachtoffers werden op 16 maart 2012 met twee C-130-vliegtuigen van het Belgische leger naar België overgebracht. Nadien werden ze in colonne naar hun woonplaats gebracht.

## Reacties

### België, Nederland en Zwitserland
Het Koninklijk Paleis van België liet weten dat koning Albert II zwaar geschokt was door het nieuws over de crash. Ook eerste minister Elio Di Rupo (PS) betuigde zijn medeleven en verzekerde militaire logistieke steun aan de nabestaanden. Vlaams minister-president Kris Peeters (CD&V) betuigde eveneens zijn medeleven. De overheid opende een noodnummer.
Met het opstijgen van het regeringsvliegtuig riep premier Di Rupo een dag van nationale rouw af. Op vrijdag 16 maart werd in heel België om 11.00 uur één minuut stilte in acht genomen. Om 11.01 uur luidden vervolgens de rouwklokken in alle  kapellen, kerken en kathedralen van het land, zo besloot het Belgische episcopaat. Op vrijdagavond ging Antwerps bisschop Johan Bonny voor in een avondmis in de Antwerpse Onze-Lieve-Vrouwekathedraal. De trams, de bussen en de metro reden tot aan de volgende halte en bleven daar een minuut stilstaan. De treinen die zich in de stations bevonden, bleven staan en riepen een bericht om. In een omzendbrief vroeg minister van Binnenlandse Zaken Joëlle Milquet (cdH) aan alle burgemeesters en provinciegouverneurs om de vlaggen op hun grondgebied twee dagen halfstok te laten hangen. De Vlaamse Regering nam identieke maatregelen.
In het Federaal Parlement van België werden de gebruikelijke vragenuurtjes geschrapt en werd er hulde gebracht aan de slachtoffers. Kamervoorzitter André Flahaut (PS) en Senaatsvoorzitster Sabine de Bethune (CD&V) hielden toespraken. In het peristilium van het Paleis der Natie schoven de volksvertegenwoordigers en senatoren aan om het rouwregister te tekenen. Er werd een minuut stilte in acht genomen.
Op meerdere plaatsen in België, Nederland en Zwitserland en ook online werden er rouwregisters geopend. Internetzoekmachine Google plaatste op hun Belgische homepagina op de rouwdag een afbeelding van een zwarte rouwband. De radio- en televisieprogrammatie werd aangepast.
Ook in Nederland werden op vrijdag de vlaggen halfstok gehangen op alle hoofdgebouwen van de rijksoverheid en werd verzocht aan provincies en gemeenten hetzelfde te doen. De Nederlandse koningin Beatrix liet via Twitter weten "intens met slachtoffers en nabestaanden mee te leven". Beatrix stuurde tevens een rouwtelegram naar koning Albert en koningin Paola. De Nederlandse minister-president Mark Rutte (VVD) sprak van een "intens verdriet".

### Elders in de wereld
Regeringsleiders en staatshoofden van over de hele wereld brachten hun medeleven over aan de Belgische bevolking. Amerikaans president Barack Obama stelde: "Het verlies van zo veel jonge levens is hartverscheurend. Als een goede vriend van België en Zwitserland staan we klaar om welke hulp dan ook te verlenen." Paus Benedictus XVI stuurde een rouwtelegram naar de Belgische aartsbisschop André Léonard.
Op de plaats van het ongeval en voor de twee scholen werden ook knuffels, tekeningen en bloemen neergelegd, onder meer door Belgische en Zwitserse autoriteiten.
De wielerwedstrijd Milaan-San Remo op 17 maart 2012 begon met een minuut stilte voor de slachtoffers.

## Herdenkingen

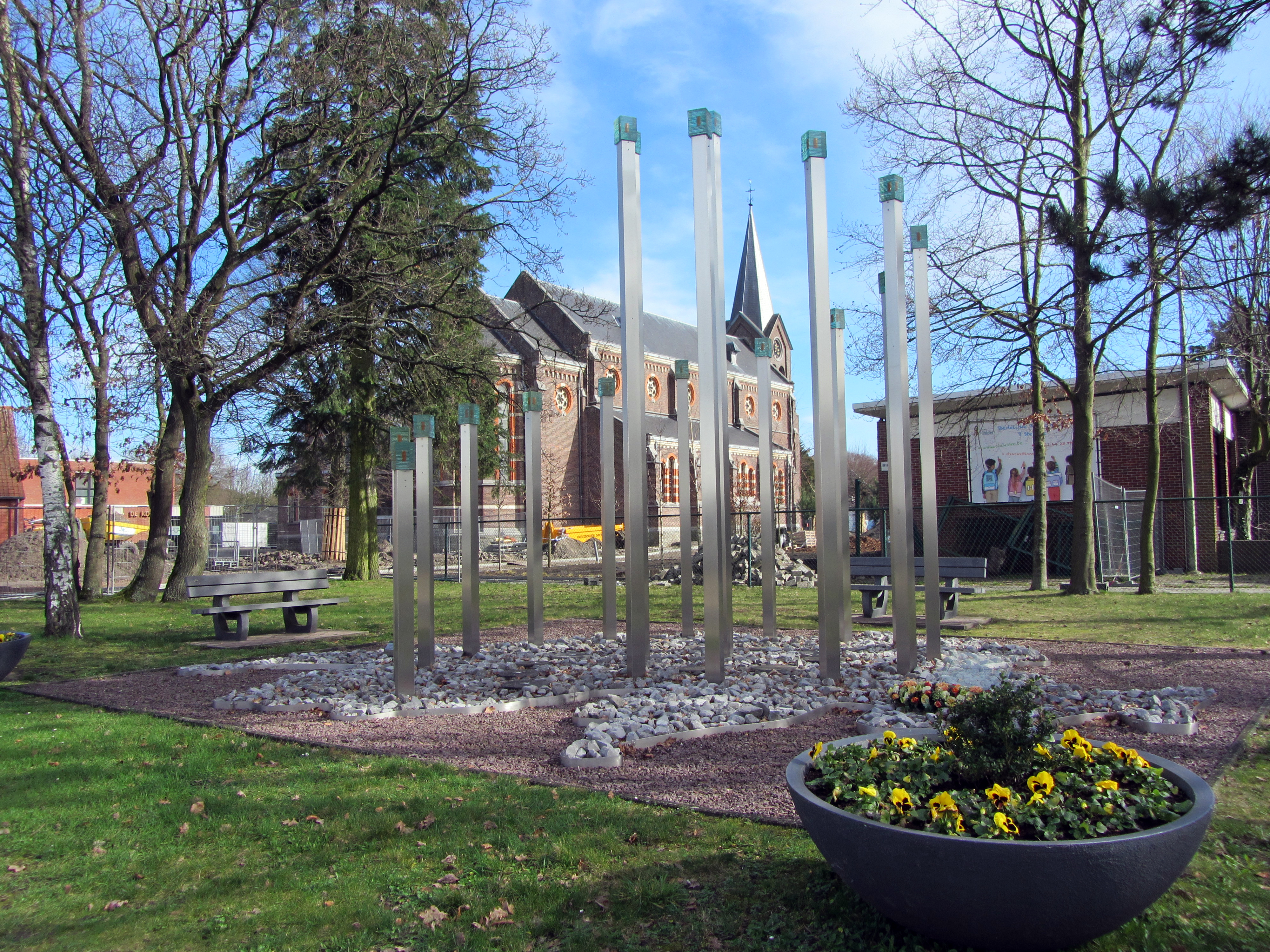
Sierre-monument 't Stekske (Lommel)

De stad Leuven hield op de avond van 14 maart 2012 een gebedswake in de Sint-Pieterskerk, die aartsbisschop André Léonard voorging. Duizend personen woonden de wake bij. Lommel hield op 15 maart een gebedswake in Lommel-Kolonie, voorgegaan door Patrick Hoogmartens, de bisschop van Hasselt. Meer dan 2.000 mensen, binnen en vooral buiten de kerk, woonden de dienst bij. Vooraan in de kerk zaten enkele hoogwaardigheidsbekleders. De gebedswake duurde ongeveer drie kwartier, waarna de aanwezigen de kans kregen een kaarsje aan te steken.
Op 21 maart 2012 nam men afscheid van de Lommelse slachtoffers tijdens een gezamenlijke plechtigheid in de evenementenarena De Soeverein. 5.000 mensen woonden de plechtigheid bij. Deze werd geleid door presentator Bart Peeters. Hij componeerde speciaal voor de gelegenheid het nummer 'Rust zacht in vrede'. Onder andere burgemeester Vanvelthoven nam er het woord. Op 22 maart 2012 was er voor de Heverleese slachtoffers een begrafenisplechtigheid in de Leuvense Sint-Pieterskerk. Beide plechtigheden werden bijgewoond door onder meer koning Albert II en koningin Paola van België, kroonprins Willem-Alexander en prinses Maxima van Nederland, voorzitter van de Europese Raad Herman Van Rompuy, Zwitsers Bondspresidente Eveline Widmer-Schlumpf (BDP) (enkel in Lommel) en de premiers Elio Di Rupo (PS) van België en Mark Rutte (VVD) van Nederland. Koningin Beatrix bleef afwezig. Zij was op het moment van de herdenkingsplechtigheid op staatsbezoek in het Groothertogdom Luxemburg.

## Nasleep

### Latere eerbetuigingen
Verschillende hulpverleners en vijf burgers die tussenbeide zijn gekomen bij het ongeval, kregen later de titel van "Chevalier de la route" ("Ridder van de weg"). Burgemeester van Lommel Peter Vanvelthoven werd door de Nederlandse regering onderscheiden voor zijn inzet na de busramp. Hij kreeg de onderscheiding van Ridder in de Orde van Oranje-Nassau.
Koning Albert II van België verwees in zijn toespraak naar aanleiding van de nationale feestdag naar het busongeval. "De koningin en ikzelf zullen ons het gezicht van die verdwenen kinderen, de moed en de waardigheid van hun familieleden nog lang herinneren.", zo stelde hij.
In het centrum van Sierre werd op 14 maart 2013 een monument opgericht ter nagedachtenis van de busramp. Het is een glazen sculptuur van de kunstenaar Marcel Haccuria. Het monument bestaat uit zeventien zuilen, een voor ieder slachtoffer. Ze staan op een sokkel in de vorm van de omtrek van Zwitserland. Op de sokkel staan ook elf stenen voor de andere overleden slachtoffers: zeven leerlingen van een school in het Belgische Heverlee, hun twee begeleiders en de twee buschauffeurs. Op vraag van enkele ouders van de overleden kinderen, heeft reisorganisator Intersoc (de vakantiedienst van de Christelijke Mutualiteit) de namen van beide omgekomen buschauffeurs van de gedenkplaat laten verwijderen. De weduwe van de chauffeur die aan het stuur zat, noemt dit "een wansmakelijke, belachelijke en respectloze daad". Een aantal ouders legde de schuld voor de ramp namelijk bij de chauffeur(s), hoewel de feitelijke oorzaak nooit bekend is geworden.
In 2022 zond Eén de docureeks Niets gaat over uit, een nagedachtenis aan de slachtoffers door Katrien De Ruysscher en Lieven Van Gils. Op 13 maart 2022 vond een herdenkingsplechtigheid plaats in Sierre in aanwezigheid van de Belgische eerste minister Alexander De Croo en van Ignazio Cassis, president van de Zwitserse Confederatie.

### Onderzoek naar de oorzaak
Ruim een jaar na het ongeluk, op dinsdag 21 mei 2013, kwam de procureur van Wallis, Olvier Elsig, naar België met een mededeling. Het onderzoek was volledig uitgevoerd, waaruit geconcludeerd werd dat de buschauffeur hoogstwaarschijnlijk geen zelfmoordpoging onderging en dat er zo goed als zeker ook geen sprake was van hartfalen. Eerder was gemeld dat de bus, alsook de wegmarkering in de tunnel, volledig in orde was en daarmee niet aan de basis lag van het ongeluk. Nabestaanden van de slachtoffers lieten weten dat zij graag een bijkomend onderzoek wilden. De reden hiervoor was dat er volgens hen nog steeds geen duidelijke oorzaak was van het ongeluk. Midden 2014 sloot het Zwitserse gerecht het onderzoek naar de oorzaak van de ramp. Het hoger beroep van enkele nabestaanden tegen deze beslissing werd in 2015 door het Zwitserse Hooggerechtshof afgewezen.
Er bestaat onduidelijkheid over de precieze oorzaak van de ramp.